# Conseil national des femmes françaises
Le Conseil national des femmes françaises (CNFF) est une association féminine non mixte créée le 18 avril 1901, affiliée au Conseil international des femmes. Constitué en fédération, il rassemble des associations féminines et admet des membres à titre individuel.
Il vise à améliorer la situation des femmes dans la famille et la société, travaillant étroitement avec les institutions.

## Historique
Le Conseil international des femmes, et notamment sa présidente May Wright Sewall, fait pression pour la création d'une section française, inexistante alors que de nombreuses féministes françaises sont très actives au sein du bureau de l'association internationale. En marge de l'Exposition universelle de 1900 se tiennent les congrès de deux groupes féministes particulièrement actifs depuis plusieurs années :
- le Congrès des œuvres et institutions féminines (composé de grandes figures de la bourgeoisie philanthropique protestante : Sarah Monod, Madame Avril de Sainte-Croix, Julie Siegfried),
- le Congrès international de la condition et des droits de la femme (composé de féministes plus radicales : Marie Bonnevial, Louisa Wiggishoff, Maria Pognon).

En 1901, un comité d'initiative rassemblant ces deux groupes est mis en place sous la direction d'Isabelle Bogelot : l'association est créée le 18 avril 1901 et regroupe une trentaine de sociétés féminines. 
Dès la création, le suffrage est à la base de toutes les revendications féminines, conditions pour obtenir l'autonomie. Le Conseil se positionne uniquement sur le suffrage et l'éligibilité aux élections locales (municipales, conseils d'arrondissements, conseils généraux) afin de faire « l'apprentissage de la vie civique », tiédeur qui est régulièrement la cible du journal La Voix des femmes.
Des sections thématiques, calquées sur le fonctionnement du Conseil international des femmes, sont mises en place : assistance et prévoyance sociale, hygiène, éducation, législation, travail, suffrage, paix, unité de la morale et répression de la traite des femmes, presse, émigration.
Les sections travaillent en lien avec les commissions parlementaires et les institutions publiques (Conseil supérieur de l'Assistance publique, Conseil supérieur des Postes et télégraphes, Société des Nations, Ligue de l'enseignement. Un groupe de parlementaires entre en relation avec le Conseil national en 1907 : présidé par Henry Chéron, il compte parmi ses membres Frédéric Passy, Charles Richet, Paul Strauss, René Viviani, Jules Siegfried, etc.
Un bulletin mensuel, L'Action féminine, est diffusé à partir de 1909. En 1911, le Conseil national se prévaut de 99 000 membres.

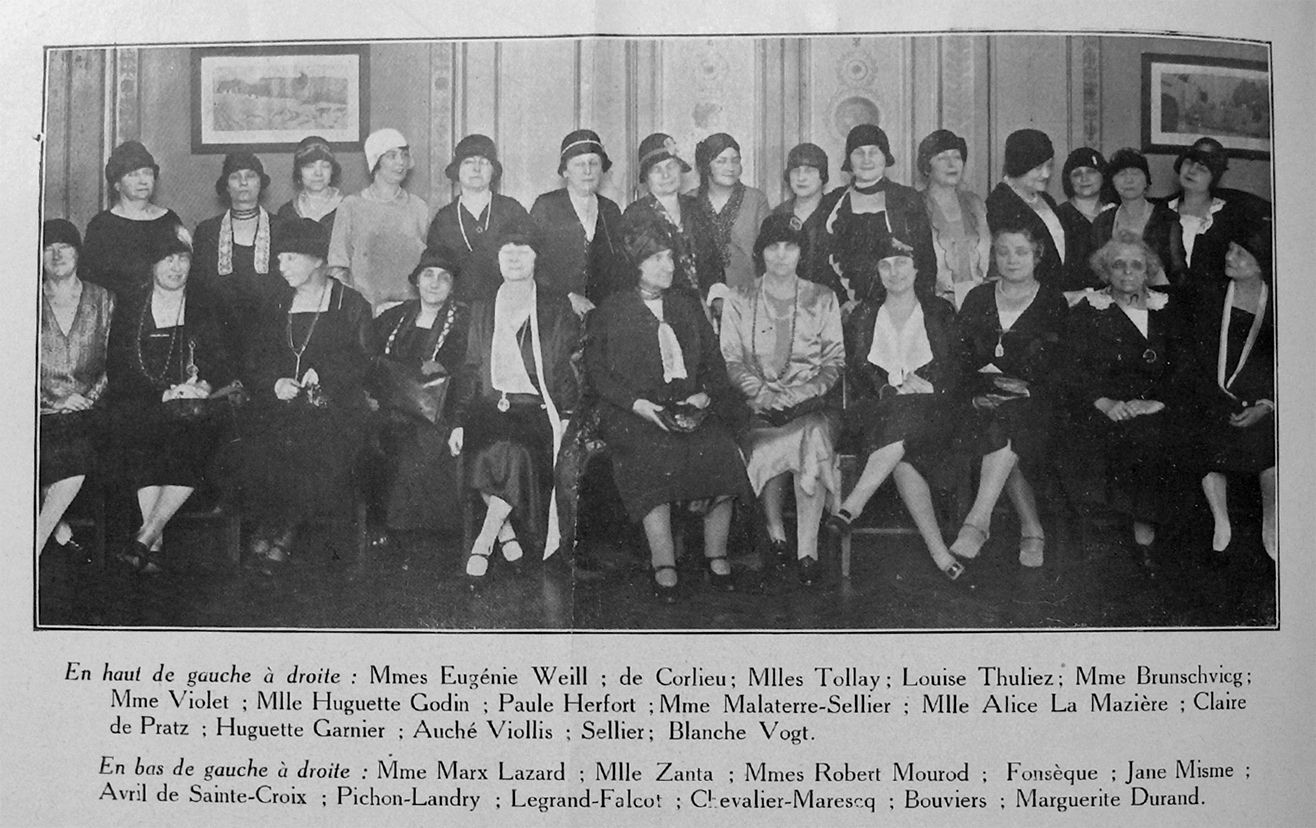
États généraux du féminisme, en 1929.

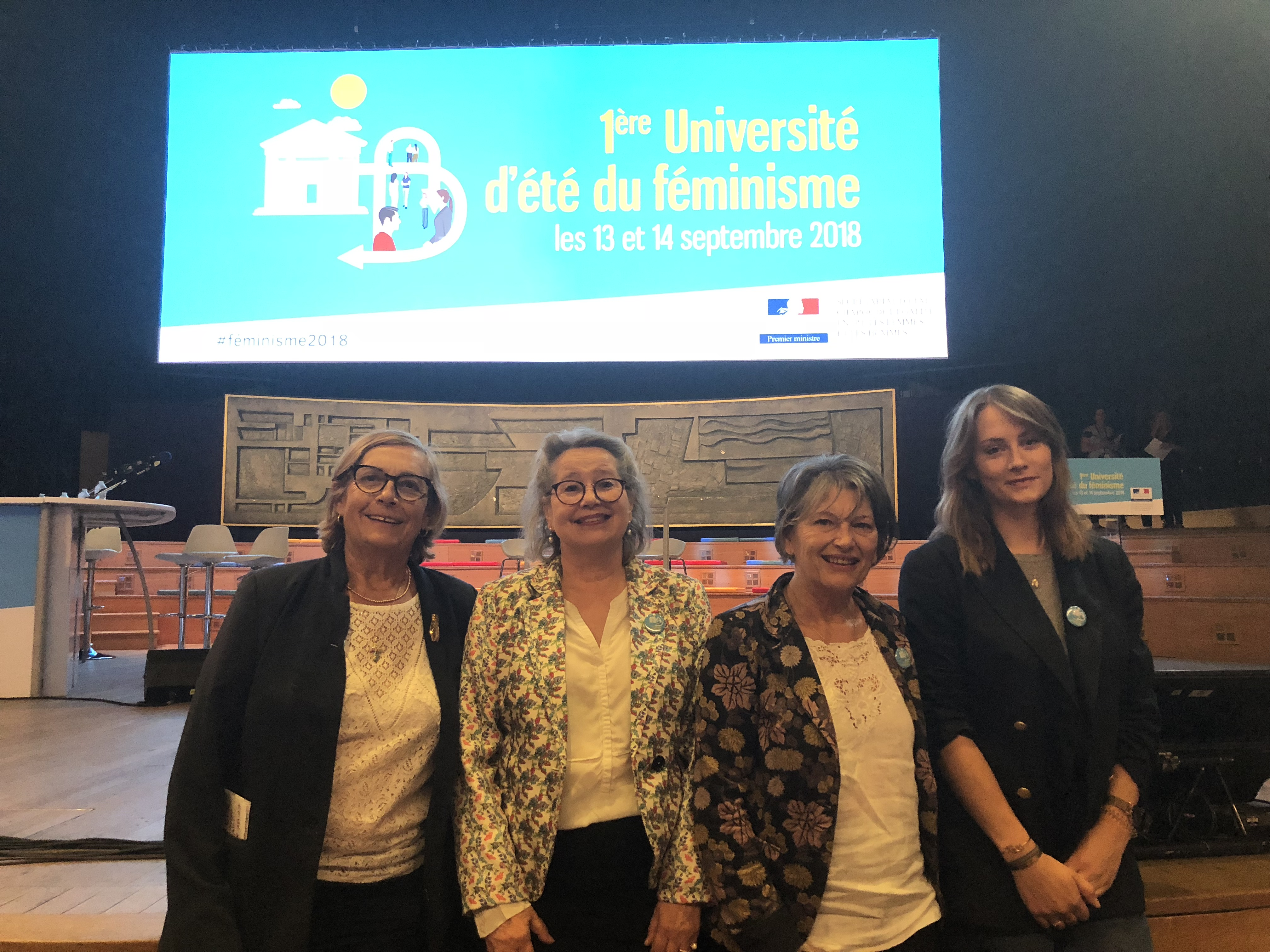
Représentantes du Conseil national des femmes françaises à l'Université d'été du féminisme des 13 et 14 septembre 2018.

L'association est très présente lors des congrès français ou internationaux, et organise des tournées et conférences en province. Des branches départementales sont créées : en 1922, il en existe en Gironde, Indre-et-Loire, Seine-Inférieure, Bouches-du-Rhône, Tarn-et-Garonne, Finistère, Bas-Rhin, Haut-Rhin et Calvados. 
Les 3 et 4 juin 1913, le Conseil national des femmes françaises organise à Paris le 10e Congrès international des femmes. Des déléguées sont reçues par le président Raymond Poincaré à l’Élysée.
Lorsque la Première Guerre mondiale éclate, le Conseil national et les associations affiliées s'engagent dans l'effort de guerre. De nouvelles organisations sont créées comme l'Association des surintendantes d'usines ou l'Office central de l'activité féminine. Gabrielle Duchêne, à la tête de la section Travail, présente un vœu pour l'égalité salariale auprès du ministère ; ses positions pacifistes - elle crée une section française du Comité international des femmes pour la paix permanente - étant en contradiction avec l'union sacrée, elle est priée de démissionner. 
En 1929, le Conseil national des femmes françaises présidé par Avril de Sainte-Croix organise les états généraux du féminisme « pour présenter une synthèse des revendications féminines, en appuyant ces revendications de considérations sur les travaux faits et sur ceux en cours ». Le comité d'honneur compte parmi ses membres Aristide Briand, président du Conseil, Raymond Poincaré et le récent prix Nobel de la paix Ferdinand Buisson. 
Les archives du Conseil national des femmes françaises sont conservées au Centre des archives du féminisme à l'université d'Angers qui en est propriétaire.

## Effectifs
Le CNFF, qui visait à réunir l'ensemble des mouvements féministes, échoue à ce regroupement dès sa création, en raison des critiques issues des mouvements plus radicaux. Ses effectifs connus sont de 150.000 membres en 1929, 300.00 en 1936 et 250.000 en 1939.

### Présidentes[14]
- Sarah Monod, de 1901 à sa mort en 1912
- Julie Siegfried, de 1912 à sa mort en 1922
- Avril de Sainte-Croix, de 1922 à 1932
- Marguerite Pichon-Landry, de 1932 à 1954
- Marie-Hélène Lefaucheux, de 1954 à 1964
- Lucie Chevalley, de 1964 à 1970
- Jacqueline Tonnet-Imbert, de 1970 à 1976
- Solange Troisier, de 1976 à 1991
- Paulette Laubie, de 1991 à 1998
- Françoise Bouteiller, de 1998 à 2000
- Françoise Delamour, de 2000 à 2005
- Marie-Jeanne Vidaillet-Peretti, de 2005 à 2012
- Martine Marandel-Joly, de 2012 à 2018
- Marie-Claude Bertrand, depuis 2018

### Membres
Parmi les membres attestées : 
- Cécile Brunschvicg, sous-secrétaire d’État à l’Éducation en 1936 ;
- Marguerite de Witt-Schlumberger, philanthrope et féministe ;
- Eugénie Weill, présidente de la section Assistance de 1901 à 1930, trésorière avant la Première Guerre mondiale ;
- Gabrielle Alphen-Salvador, présidente de la section Éducation jusqu'en 1905 ;
- docteur Thuillier-Landry (Madeleine Émilie Dasthénic), fondatrice en 1923 de l'Association française des femmes médecins ;
- Maria Vérone, avocate et féministe ;
- Marie d'Abbadie d'Arrast, présidente de la section législation ;
- Pauline Kergomard, présidente de la section Éducation à partir de 1905 ;
- Olympe Gevin-Cassal, inspectrice générale de l'enfance ;
- Gabrielle Duchêne, présidente de la section Travail à partir de 1913, présidente de la section française de la Ligue internationale des femmes pour la paix et la liberté[15] ;
- Marie Bonnevial, institutrice, franc-maçonne et féministe ;
- Louise Weiss, journaliste et féministe ;
- Marie Georges Martin (née Irma Laîné), présidente de la section Suffrage, franc-maçonne ;
- Mme André Siegfried (Paule Laroche), collaboratrice de son époux André Siegfried (fils de Jules et Julie Siegfried) ;
- Marcelle Legrand-Falco, secrétaire au Conseil national des femmes françaises ;
- Liliane Klein-Lieber, représentante du Scoutisme français féminin auprès de l'UNESCO dans les années 1950, cofondatrice de la Coopération féminine dans les années 1960 ;
- Jane Misme, journaliste et féministe ;
- La Société des agrégées en fut membre à partir de 1929[16] ;
- Germaine Dulac, journaliste et cinéaste, présidente de la section Cinéma du CNFF ;
- Colette Kreder, militante contre les discriminations de genre en politique.
- Lasthénie Thuillier-Landry, médecin, préside la section d’hygiène du CNFF[17].
- Julie Toussaint, secrétaire générale de la Société pour l'Enseignement professionnel des Femmes[18],[19],[20].